# Jewish Women's Archive
Il Jewish Women's Archive (JWA) è un'organizzazione no-profit statunitense fondata nel 1995 da Gail Twersky Reimer, con l'obiettivo di "documentare le storie delle donne ebraiche, far sentire le loro voci, ed inspirarle ad essere agenti di cambiamento".
L'organizzazione ruota attorno a un sito internet dedicato alla storia delle donne ebraiche (soprattutto negli Stati Uniti) e alla raccolta delle loro testimonianze. Tale sito, secondo gli organizzatori, attira più di un milione e mezzo di visitatori ogni anno e raccoglie 1.700 biografie, 300 saggi e 1400 fotografie.

## Programmi e progetti più importanti
Il JWA mette a disposizione sul proprio sito web una crescente collezione di informazioni, mostre, e risorse. Le attività dell'associazione includono:
- raccolta di fonti di storia orale
- mostre online
- corsi di formazione per gli insegnanti[4]
- film documentari

A partire dal 2010 il JWA ha assegnato, durante un pranzo annuale a New York, un premio a tre donne ebraiche che si sono distinte per il loro attivismo e i loro successi.

### Risorse didattiche
Il sito di JWA offre svariati piani di lezioni sulla storia delle donne ebraiche. "Living the Legacy", ad esempio, si concentra sul ruolo delle donne ebraiche nel Movimento per i diritti civili e nel movimento operaio, cercando di evidenziare il loro ruolo, centrale ma spesso trascurato. Altri piani esplorano, soprattutto attraverso la storia orale e la scrittura di testimonianza, il tema del ricordo del Bar Mitzvah, la divulgazione della storia ebraica, la storia del lavoro.

### Enciclopedia, documentario, podcast
Jewish Women: A Comprehensive Historical Encyclopedia, curata da Paula Hyman e Daila Ofer, è un'enciclopedia dedicata alle donne ebraiche, accessibile gratuitamente tramite il sito della JWA. L'enciclopedia include all'incirca 2000 brevi biografie di donne ebraiche. Gli articoli sono disseminati anche su Twitter.
Nel 2007 JWA ha prodotto Making Trouble, un documentario su tre generazioni di comiche ebraiche e la complessità e le prove del loro rapporto con la commedia, l'ebraismo e il genere. Il film racconta Molly Picon, Fanny Brice, Sophie Tucker, Joan Rivers, Gilda Radner, e Wendy Wasserstein così come le comiche contemporanee Judy Gold e Jackie Holfam. Il film è stato proiettato in oltre 70 festival cinematografici.
Dal 2016 il JWA è anche responsabile per un podcast mensile, intitolato Can we talk, che offre approfondimenti su temi storici e d'attualità dal punto di vista delle donne ebraiche.

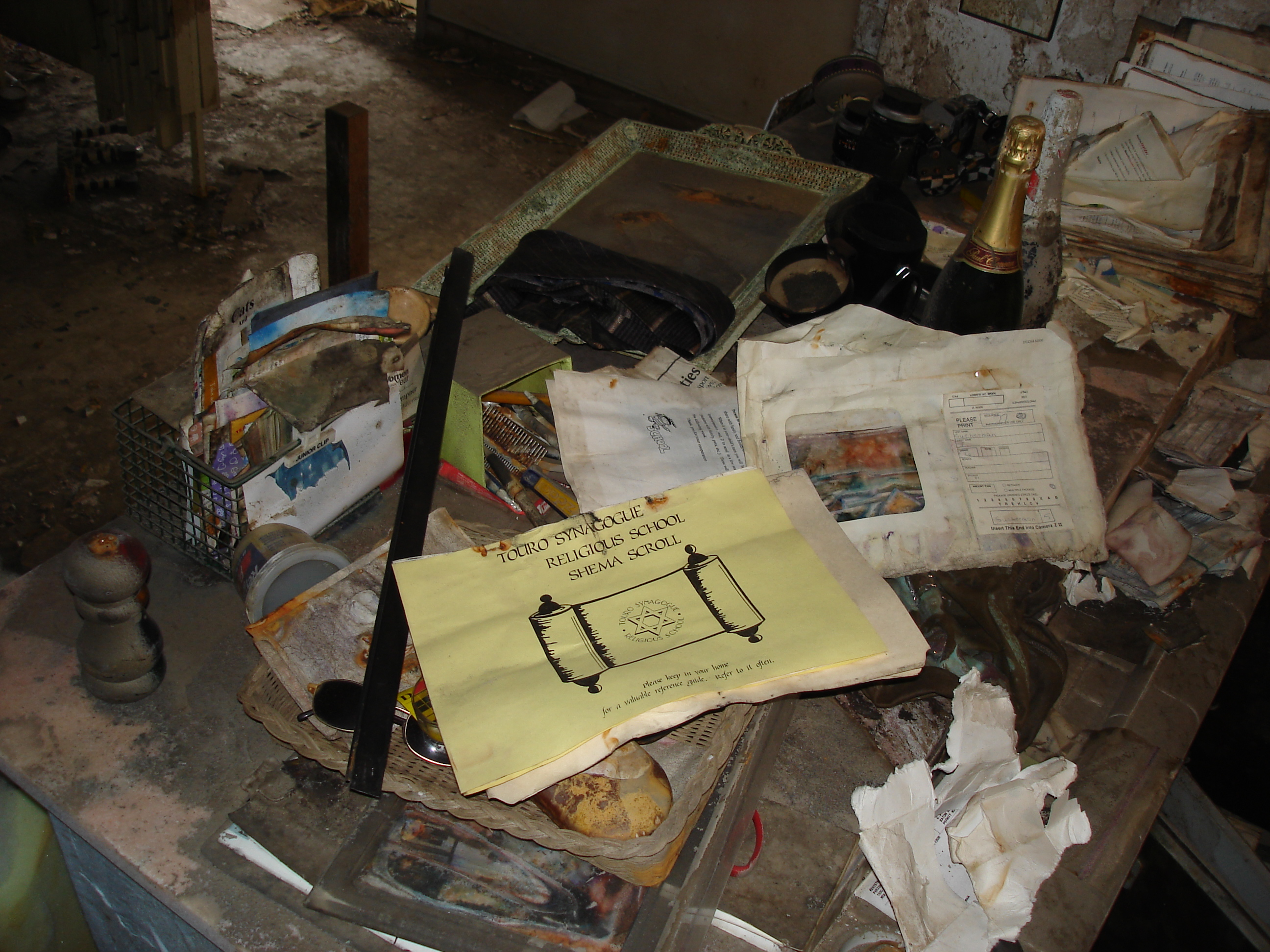
La casa di una famiglia ebraica devastata dall'uragano Katrina

### Mostre online
Katrina's Jewish Voices è una mostra online di foto, messaggi di blog, podcast ed email che documentano l'esperienza della comunità ebraica durante e dopo l'Uragano Katrina, prodotta in collaborazione con il Center for History and New Media della George Mason University. Incluse nell'esibizione sono 85 interviste ai membri delle comunità ebraiche di New Orleans, Baton Rouge e della regione della Costa del Golfo, condotte in collaborazione con l'Institute for Southern Jewish History. Altre mostre sono dedicate al rapporto tra donne ebraiche e la rivoluzione femminista, alle attiviste ebraiche e a donne di particolare importanza nella storia ebraica.